# Fosfur
Fosfur (en anglès i alemany: phosphide) és un compost aniònic de fòsfor amb menor element o elements electronegatius, té l'estat d'oxidació −3. El fòsfur es representa per P3−.
Deriven estructuralment de les fosfines.
També són fosfurs els compostos on el fòsfor actua amb estat d'oxidació −3.
Els compostos binaris es formen amb la majoria dels elements menys electronegatius amb l'excepció de Hg, Pb, Sb, Bi, Te, Po.

## Classificació
La classificació d'aquests composts és difícil. Segons la reactivitat i estructura es poden a grans trets classificar com:
- principamentt iònics amb ions P−
3
- polifosfurs.
- compostos amb àtoms individuals de fòsfor en xarxa metàl·lica que pot ser semiconductora

Dos ions polifosfurs,P34- que es troba en K
4P
3 i P5−
4que es troba en K₅P₄, són ions radicals paramagnètics

## Preparació
Hi ha moltes formes de preparar compostos fosfurs. La més general i comuna és escalfant el metall per a ser enllaçat al fòsfor i el fòsfor roig (P) sota atmosfera inert o el buit. En principi tots els metallfosfurs i polifosfurs poden ser sintetitzats a partir del fòsfor elemental en formes estaquimètriques però la síntesi es pot veure complicada per diversos problems com l'explosió per sobreescalfament.

## Exemples
- Fosfur d'alumini (AlP)
- Fosfur d'indi (InP)
- Fosfur de calci (Ca₃P₂)
- Fosfur de coure (Cu₃P)
- Fosfur de magnesi (Mg₃P₂)

## Exemples en la natura
Schreibersita (Fe,Ni)₃P és un mineral comú en alguns meteorits.